# Orthotrichum letourneuxii
Orthotrichum letourneuxii là một loài rêu trong họ Orthotrichaceae. Loài này được Besch. mô tả khoa học đầu tiên năm 1882.